# Volksbegehren „Don’t smoke“

Logo des Volksbegehrens

Das Volksbegehren „Don’t smoke“ war ein Volksbegehren der Ärztekammer Wien und der Österreichischen Krebshilfe für den Nichtraucherschutz in Österreich. Es forderte die Beibehaltung einer 2015 von der Bundesregierung Faymann II beschlossenen Gesetzesnovelle für das generelle Rauchverbot in der Gastronomie, nachdem die Bundesregierung Kurz I sie rückgängig gemacht hatte.
Mit 881.569 Unterschriften belegte es in der Liste der österreichischen Volksbegehren den 6. Platz.

## Vorgeschichte
Der Nichtraucherschutz ist in Österreich seit 1995 (SPÖ-ÖVP-Koalition unter Vranitzky) im Tabak- und Nichtraucherinnen- bzw. Nichtraucherschutzgesetz (TNRSG, ursprünglich Tabakgesetz) verankert.
2003 hat Österreich als einer von 180 Vertragsstaaten das WHO-Rahmenübereinkommen zur Eindämmung des Tabakgebrauchs (FCTC – Framework Convention on Tobacco Control) unterzeichnet und 2005 ratifiziert.
2009 empfahl die EU eine Umsetzung bis 2013: lediglich Österreich, Tschechien und die Slowakei verweigerten die Unterstützung dieser Empfehlung.
Per 1. Jänner 2009 war in der SPÖ-ÖVP-Koalition unter Faymann eine gesetzliche Verschärfung zum Schutz von Nichtrauchern in Gaststätten in Kraft getreten (§ 13au. a. TNRSG). Das Rauchen war untersagt, konnte jedoch in Ein-Raum-Betrieben unter 50 m² oder in größeren Lokalen über abgetrennte Raucherbereiche erlaubt werden. Bis 30. Juni 2010 hatten Übergangsregelungen gegolten. Das Gesetz wurde kontrovers diskutiert, einerseits wurde ein „Gasthaussterben“ befürchtet, andererseits die gesetzliche Regelung als unzureichend abgetan. Außerdem herrschte unter den Gaststättenbetreiber große Verwirrung und teils auch Unmut, inwiefern die Ausnahmen befristet seien, und welche Umbauinvestitionen zu tätigen seien.
Noch immer unter Faymann wurde das Gesetz 2015 dahingehend novelliert, dass ab Mai 2018 alle Gastronomiebetriebe ohne Ausnahme Rauchfreiheit zu gewährleisten haben (§ 12 Abs. 1 Z. 4 TNRSG anstatt § 13a, u. a.). Dies ging unter anderem auf eine Initiative des verstorbenen Journalisten Kurt Kuch zurück, der seinen Kampf gegen Lungenkrebs öffentlich thematisierte.
Mehrfach war schon davor eine Volksabstimmung zum Thema Rauchverbot gefordert, beispielsweise durch die Abgeordnete Dagmar Belakowitsch im Jahr 2010.
Am 8. Juli 2015 wurde vom österreichischen Nationalrat ein Rauchverbot in der Gastronomie beschlossen, das ursprünglich am 1. Mai 2018 in Kraft treten sollte. Im Koalitionsvertrag der ÖVP-FPÖ-Bundesregierung Kurz I wurde eine Aufhebung dieses vollständigen Rauchverbotes in der Gastronomie vereinbart. Das Rauchverbot in der Gastronomie wurde Mitte März 2018 und damit vor seinem Inkrafttreten durch den Nationalrat wieder rückgängig gemacht, sodass die bisherigen Ausnahmebestimmungen weiter galten. Bereits vor dem Beschluss starteten Ärztekammer Wien und Österreichische Krebshilfe Mitte Februar das „Don’t smoke“-Volksbegehren. Als von der FPÖ nominierte Expertin war unter anderem Barbara Kolm im März 2018 in den Gesundheitsausschuss des Parlaments geladen worden.

## Forderung
Die Initiatoren fordern aus Gründen eines optimalen Gesundheitsschutzes für alle Österreicherinnen und Österreicher eine bundesverfassungsgesetzliche Regelung für die Beibehaltung der 2015 beschlossenen Novelle zum Nichtraucherschutzgesetz (Tabakgesetz). Hierüber möge ein Volksbegehren abgehalten werden.
Gemäß dieser Novelle, die ab Mai 2018 in Kraft getreten wäre, hätten alle Gastronomiebetriebe in Österreich Rauchfreiheit gewährleisten müssen.

## Ablauf
Ab 15. Februar 2018 wurden Unterschriften für die Durchführung eines Volksbegehrens gesammelt (Unterstützung). Wenn zumindest ein Promille der österreichischen Bevölkerung eine Durchführung unterstützen, wird eine Eintragungswoche für das offizielle Volksbegehren festgelegt (Unterzeichnung), wobei für die Unterstützung getätigte Unterschriften bereits für das Volksbegehren zählen und nicht noch einmal geleistet werden müssen. Werden während der Unterstützungsphase und beim Volksbegehren insgesamt mindestens 100.000 Unterschriften erreicht, muss das Thema im Parlament behandelt werden. Dieses Ziel wurde bereits am dritten Tag der Unterstützungsphase erreicht, in der die Einreichung auf 591.146 Unterschriften kam.
Die Eintragungswoche für das offizielle Volksbegehren wurde vom Bundesministerium für Inneres auf die Zeit vom 1. bis 8. Oktober 2018 festgelegt.
Am Abend des 8. Oktober 2018 veröffentlichte das Bundesministerium für Inneres auf seiner Website das vorläufige Ergebnis, demzufolge das Volksbegehren zusätzlich zu den Unterstützungserklärungen 290.293 Eintragungen erreicht habe. Mit insgesamt 881.569 Unterschriften hat das Volksbegehren jene Hürde von 900.000 Stimmen knapp verfehlt, deren gesetzliche Verankerung die Bundesregierung Kurz I als Limit für verpflichtende Volksabstimmungen bei Volksbegehren für 2021 angekündigt hat. 2011 war der spätere Vizekanzler Heinz-Christian Strache der Bundesregierung Kurz I für eine verbindliche Volksabstimmung ab 150.000 Unterschriften eingetreten. 2012 sowie im Wahlkampf 2017 forderte der spätere Bundeskanzler Sebastian Kurz, dass es zu einer verpflichtenden Volksabstimmung kommen soll, wenn zehn Prozent der Wahlberechtigten (rund 640.000 Personen) ein Volksbegehren unterschreiben.

### Technische Probleme
Das Volksbegehren wurde über das im Jänner 2018 eingeführte Zentrale Wählerregister abgewickelt, das sich aus dem zentralen Personenstands-, Staatsbürgerschafts- und Melderegister zusammensetzt. Dieses zeigte sich dem großen Ansturm nicht gewachsen, auch weil die Unterstützungserklärungen für drei Volksbegehren gleichzeitig abgearbeitet werden mussten. Teilweise bildeten sich in den Ämtern daher Warteschlangen.

### Behandlung im Nationalrat
Das Volksbegehren wurde in Erster Lesung am 11. Dezember 2018 im Nationalrat behandelt, die Fraktionen erklärten ihren Standpunkt. Die Initiative wurde dem Gesundheitsausschuss des Nationalrats zugewiesen, der fünf Monate Zeit hatte, sich mit dem Anliegen auseinanderzusetzen.

## Nachgeschichte
Im Juli 2019 wurde während der Bundesregierung Bierlein von allen Parteien mit Ausnahme der FPÖ ein generelles Rauchverbot in der Gastronomie beschlossen. Dieses gilt seit 1. November 2019.
Im Juni 2020 wurde bei zwei weiteren Volksbegehren zum Thema Rauchverbot die Eintragungswoche abgehalten: „Smoke – NEIN“ und „Smoke – JA“. Nur „Smoke – NEIN“ schaffte die Hürde von 100.000 Unterschriften.